# يوليوس ليند
يوليوس ليند (بالنرويجية البوكمول: Julius Lind)‏ هو ملحن نرويجي، ولد في 13 سبتمبر 1977 في هاوغسوند في النرويج.